# تائو لونا
تائو لونا (چینی: 陶璐娜؛ زادهٔ ۱۱ فوریهٔ ۱۹۷۴) تیرانداز اهل چین است.